# 湖林支线铁路
湖林支线铁路，位于贵州省清镇市的一条工矿支线铁路，从沪昆铁路湖潮站西端出岔，经清镇市区，至林歹站。正线全长35.135km，共有车站6个。线路所经为丘陵地区，起伏较大，多高填深堑，线路曲折。2016年，湖林线湖潮至林歹南段并入了湖雍铁路。
该铁路运出林歹的铝土矿、林东矿务局的煤炭，并为清镇钢铁厂、清镇电厂、清镇化工厂运入原材料与焦煤。
业主单位原为成都铁路局贵阳车务段。2010年3月11日移交给贵阳南站，实施区域调度集中（由贵阳南站调度室直接指挥各站值班站长）、货运业务集中到清镇站办理、区域调车组跟随机车到各站流动调车；撤销各中间站的专职站长，成立清镇车间，负责运输安全生产和日常管理工作，下设4个运转班组、1个货运班组、1个支线班组。

## 技术状况
湖林支线设计时，考虑到贵州省铁路网的中长期规划，按不同标准确定线路等级。
- 湖清段为国铁I级干线，规划为贵阳铁路枢纽西环线组成部分。
- 清条段为国铁II级干线，规划为贵阳-毕节铁路组成部门。
- 条林段为II级矿山专用线。限制坡度重车上行12‰，下行20‰。电气路签闭塞。牵引定数上行1050吨，下行650吨。

全线最小曲线半径300m。到发线有效长度360m，清镇站为750m。
站线长11.715km，其中到发线8.791km，其他用途线2.924km。非路产专用线5条长24.141km，非路产专用铁道1条长4.663km。9座桥梁延长0.500km。其中猫跳河大桥长148.96m，9孔混凝土Π梁，1960年建成。全线无隧道。61座涵洞横延长1.206km。

## 历史
1958年9月在全民办铁路背景下，贵阳市自行上马湖林铁路，调集民工14000人，第49师4000人。1959年5月改为保留4000人施工队伍，成立贵阳铁路局第五工程处组织施工。1960年6月铺轨到清镇，1960年10月湖潮站至清镇开通临管运营。1960年9月，清镇至林歹段铺通通车，但扫尾工程很多。1963年，湖林支线竣工待验收。完成线路土石方349.8万m3，桥梁481.6延长米，房建4334m2，正线铺轨35.8km，站线铺轨4.6km。
1964年11月，贵州铝厂单方面暂不接收，交接中断。此时，湖清段维持临时通车；清林段施工单位撤走，无人监管，线路损毁严重。1965年贵昆铁路贵六段竣工移交，湖林支线一并无偿移交给成都铁路局贵阳铁路分局。1965年10月清林段正式运营。1969年，成都铁路局调第三工程段负责清林段修复工程，1972年临管通车至条子场站。1975年湖林支线全线正式运营，每天开行混合列车一对。